# Алтин
Алти́н (від татарського алтин — золото чи алти — шість) — стара російська грошово-лічильна одиниця. В другій половині XVII ст. і на початку XVIII ст. — назва монети.
Термін алтин походить від татарського слова «алти» — шість і з’явився одночасно з появою в обігу монети дєньґи в останніх десятиріччях XIV століття. Як одиниця грошової лічби, алтин дорівнював 6 дєньґам. Можливо, поява алтина була пов’язана з виплатою данини татарським завойовникам. При розрахунках з ними алтин міг виконувати роль проміжної одиниці при переході з місцевої грошової системи, яка мала вже зародки десяткового ладу, в монголо-татарську — дванадцяткову. Хоч алтин не вкладався у систему рубля, на який тоді йшло 200 дєнєґ (33 алтини і 2 дєньґи складали рубль), зате три рублі становили 100 алтинів, що дозволяло користуватись алтином при грошових розрахунках.